# Ново-Осетинский
Ново-Осе́тинский — хутор в Прохладненском районе Кабардино-Балкарской Республики. Входит в состав муниципального образования «Сельское поселение Благовещенка».

## География
Хутор расположен в юго-западной части Прохладненского района. Находится в 24 км к юго-западу от районного центра Прохладный и в 50 км к северо-востоку от города Нальчик (по дороге).
Граничит с землями населённых пунктов: Минский на западе, Благовещенка на северо-западе, Цораевский на севере, Александровский на северо-востоке и Петропавловский на востоке.
Населённый пункт расположен на наклонной Кабардинской равнине, в равнинной зоне республики. Средние высоты на территории села составляют 280 метров над уровнем моря. Рельеф местности представляет собой в основном предгорные волнистые равнины с общим уклоном с юго-запада на северо-восток. Местность изрезана балками и понижениями.
Гидрографическая сеть на территории хутора представлена в основном речками Нахаловка и Новая Нахаловка. К северу от хутора расположены запруднённое озеро. Благодаря близкому залеганию грунтовых вод к поверхности земли, местность высоко обеспечена водой. Почва преимущественно предгорная чернозёмная.
Климат влажный умеренный с тёплым летом и прохладной зимой. Амплитуда температуры воздуха колеблется от средних +23,0°С в июле, до средних -2,5°С в январе. Среднегодовая температура составляет +10,5°С. Среднегодовое количество осадков составляет около 600 мм.

## История
В 1902 году осетинский предприниматель Алпанов, купил в аренду участок земли у кабардинских князей Тыжевых. Вскоре безземельные осетинские крестьяне начали спускаться с высокогорий и арендовать землю у Алпанова.
В 1903 году на участке Алпанова, осетинами переселенцами был основан хутор названный Ново-Осетинским.
В 1924 году хутор включён в состав новообразованного Первомайского сельсовета.
Ныне хутор слился с другими селениями сельского поселения Благовещенка и фактически представляют собой один населённый пункт.

## Население
| 2002 | 2010 | 2021 |
| ---- | ---- | ---- |
| 524  | ↘517 | ↘392 |

Национальный состав
По данным Всероссийской переписи населения 2002 года, 52 % населения хутора составляли русские, 34 % — осетины.

По данным Всероссийской переписи населения 2021 года:
| Народ               | Численность, чел. | Доля от всего населения, % |
| ------------------- | ----------------- | -------------------------- |
| русские             | 245               | 62,50 %                    |
| осетины             | 104               | 26,52 %                    |
| армяне              | 9                 | 2,30 %                     |
| корейцы             | 7                 | 1,79 %                     |
| кабардинцы          | 6                 | 1,53 %                     |
| украинцы            | 6                 | 1,53 %                     |
| другие / не указано | 15                | 3,83 %                     |
| всего               | 392               | 100,0 %                    |

Половозрастной состав
По данным Всероссийской переписи населения 2010 года:
| Возраст     | Мужчины, чел. | Женщины, чел. | Общая численность, чел. | Доля от всего населения, % |
| ----------- | ------------- | ------------- | ----------------------- | -------------------------- |
| 0 — 14 лет  | 49            | 38            | 87                      | 16,8 %                     |
| 15 — 59 лет | 167           | 171           | 338                     | 65,4 %                     |
| от 60 лет   | 41            | 51            | 92                      | 17,8 %                     |
| Всего       | 257           | 260           | 517                     | 100,0 %                    |

Мужчины — 257 чел. (49,7 %). Женщины — 260 чел. (50,3 %).
Средний возраст населения — 38,3 лет. Медианный возраст населения — 36,4 лет.
Средний возраст мужчин — 35,8 лет. Медианный возраст мужчин — 32,9 лет.
Средний возраст женщин — 40,8 лет. Медианный возраст женщин — 39,7 лет.

## Инфраструктура
На территории хутора расположены основные социальные объекты сельского поселения Благовещенка: 
- МОКУ Средняя общеобразовательная школа — ул. Ленина, 69.
- МДОУ Начальная школа Детский сад — ул. Ленина, 98.
- МКУК Культурно-досуговый центр — ул. Ленина, 99.
- Участковая больница — ул. Ленина, 65.

## Улицы
На территории хутора зарегистрировано 3 улицы:

| Ленина |

| Новая |

| Речная |